# Cordulegaster diastatops
Cordulegaster diastatops är en trollsländeart som först beskrevs av Selys 1854.  Cordulegaster diastatops ingår i släktet Cordulegaster och familjen kungstrollsländor. Inga underarter finns listade i Catalogue of Life.